# قانون شارل

انیمیشنی در رابطه با رابطه بین حجم و دمای یک گاز

قانون شارل (که هم‌چنین با نام قانون حجم نیز شناخته می‌شود)، قانونی تجربی از قوانین گاز است که درباره منبسط شدن گاز در هنگام دادن حرارت به آن، توضیح می‌دهد. این قانون ابتدا در سال ۱۸۰۲ توسط فیلسوف فرانسوی، ژوزف لویی گیلوساک مطرح شد.
قانون شارل به این امر اشاره دارد که در یک فشار ثابت، حجم یک گاز با دمای آن رابطهٔ مستقیم دارد که این را می‌توانیم بدین صورت نیز بنویسیم:
{\displaystyle V\propto T\,}
وقتی که V حجم گاز باشد و T نیز دمای مطلق گاز باشد؛ این قانون را به صورت دیگری نیز می‌توان نوشت:
{\displaystyle {\frac {V_{1}}{T_{1}}}={\frac {V_{2}}{T_{2}}}\qquad \mathrm {or} \qquad {\frac {V_{2}}{V_{1}}}={\frac {T_{2}}{T_{1}}}\qquad \mathrm {or} \qquad V_{1}T_{2}=V_{2}T_{1}.}
در ۱۸۳۴، بنوا پل امیل کلاپیرون، فیزیک‌دان فرانسوی، با ترکیب قانون بویل و قانون شارل به عبارتی دست یافت که امروزه با نام قانون گاز ایده‌آل شناخته می‌شود. عبارتی که کلاپیرون به آن دست یافته بود، این بود:
{\displaystyle pV={\frac {p_{0}V_{0}}{273+t_{0}}}(273+t)}